# Klaus Kürvers

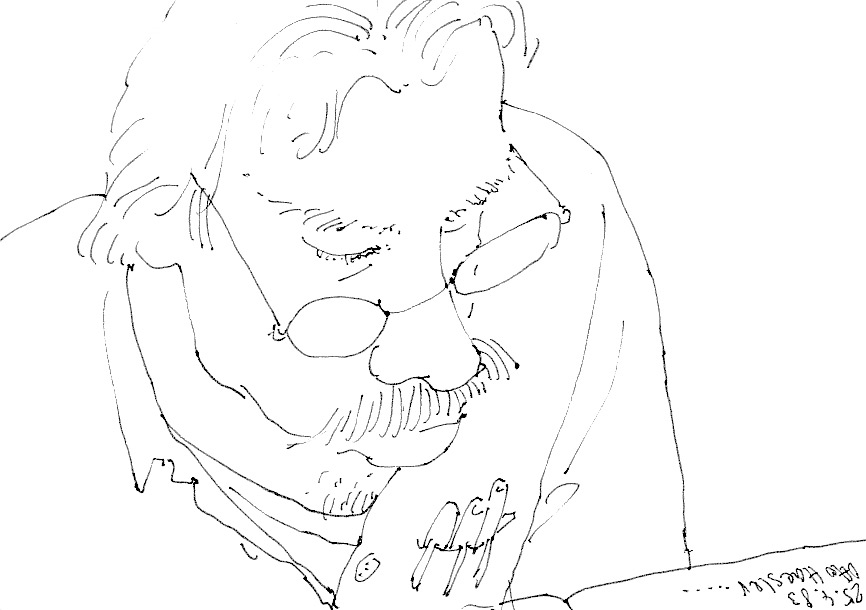
Klaus Kürvers, porträtiert von Jonas Geist, 1983

Klaus Kürvers (* 1950 in Essen) ist ein deutscher Architekt, Bauhistoriker, Autor und Musiker. Er publiziert vor allem zur Bau- und Kulturgeschichte Berlins und gehört als Bassist zur Berliner Echtzeitmusik-Szene.

## Leben
Kürvers lernte seit 1964 Kontrabass u. a. bei Peter Trunk. Er war Mitglied im Essener Jugend-Symphonie-Orchester und spielte seit 1967 Free Jazz. Von 1969 bis 1971 gehörte er mit Rainer Brüninghaus zur Jazzrock-Band Eiliff, bevor er seine musikalischen Aktivitäten vorerst einstellte.
Nach einem Studium in Köln und Berlin (Musikwissenschaft, Philosophie, Soziologie und Architektur) ist er seit 1978 als Bauhistoriker in Berlin tätig, zunächst an der Hochschule der Künste. Seit 1997 ist Kürvers selbstständig.
Gemeinsam mit Jonas Geist entstand das dreibändige Standardwerk Das Berliner Mietshaus (1740–1989). Weiterhin legte er baugeschichtliche Untersuchungen (etwa zur Villa Schöningen oder der Stadtentwicklung Berlins) sowie Arbeiten zum Wirken der Architekten Hans Scharoun, Albert Speer und des Bassisten Peter Kowald vor. 1996 promovierte er an der Hochschule der Künste Berlin über Scharouns Werk, insbesondere das Haus Schminke. Zudem befasste er sich mit einer Reihe von Detailstudien zu ausgewählten Labyrinthen in Schweden, Spanien, Indien und Berlin.
Seit 2006 ist er wieder als Bassist tätig und spielte mit zahlreichen Musikern, u. a. mit Tristan Honsinger, Tobias Delius, Willi Kellers, Ignaz Schick und Els Vandeweyer. Seit 2010 sind CD-Veröffentlichungen entstanden, unter anderem mit der Gruppe Zeitkratzer (Grand Orchestra), dem Kontrabassquartett Sequoia oder der Violinistin Thea Farhadian.

## Schriften
- Das Berliner Mietshaus. Band 1: 1740–1862. Prestel, München 1980, ISBN 3-7913-0524-7 (mit Jonas Geist)
- Das Berliner Mietshaus. Band 2: 1862–1945. Prestel, München 1984, ISBN 3-7913-0696-0 (mit Jonas Geist)
- Das Berliner Mietshaus. Band 3: 1945–1989. Prestel, München 1989, ISBN 3-7913-0719-3 (mit Jonas Geist)
- Jonas Geist, Klaus Kürvers, Dieter Rausch: Hans Scharoun. Chronik zu Leben und Werk. Akademie der Künste, Berlin 1993, ISBN 3-88331-974-0.
- Entschlüsselung eines Bildes. Das Landhaus Schminke von Hans Scharoun. Dissertation, Berlin 1996.
- Klaus Kürvers, Bernt Roder, Bettina Tacke: Hopfen & Malz. Geschichte und Perspektiven der Brauereistandorte im Berliner Nordosten. Museumsverbund Pankow, Berlin 2005.
- Peter Kowald Discography. Potsdam, Jazzwerkstatt 2014 (in 4-CD-Box).